# Armadillo albomaculatus
Armadillo albomaculatus är en kräftdjursart som beskrevs av Gustav Budde-Lund 1912. Armadillo albomaculatus ingår i släktet Armadillo och familjen Armadillidae. Inga underarter finns listade i Catalogue of Life.